# Riverview Plaza A1
Le Riverview Plaza A1 anciennement connu sous l'appelation de Wuhan Tiandi A1 est un gratte-ciel achevé en 2021 dans la ville de Wuhan en Chine.